# The Perils of Divorce
The Perils of Divorce è un film muto del 1916 diretto da Edwin August.

## Produzione
Il film fu prodotto dalla Peerless Productions con il titolo di lavorazione The Tyranny of Love.

## Distribuzione
Il copyright del film, richiesto dalla World Film Corp., fu registrato il 6 giugno 1916 con il numero LU8433.
Distribuito dalla World Film e presentato da William A. Brady, il film uscì nelle sale cinematografiche statunitensi il 12 giugno 1916.
Non si conoscono copie ancora esistenti della pellicola che viene considerata presumibilmente perduta.